# SHOOT BOXING Girls S-cup 2017
SHOOT BOXING Girls S-cup 2017（シュートボクシングガールズエスカップ2017）は、シュートボクシングの大会の一つ。2017年7月7日、東京都文京区の東京ドームシティホールで開催された。

## 大会概要
女子格闘界を盛り上げて行くべく、RIZINの全面協力の大会となった。
第8試合
RENAは、2015年大晦日のRIZINで、MMAのデビュー戦で戦った相手、イリアーナ・ヴァレンティーノと、SBルールーにて対戦。勝利を収める。
第6試合
RIZINで無敗を誇るギャビ・ガルシアが参戦。
1Rにも満たなかったため、ノーコンテストとなった。
第1試合
田川女神が、那須川天心の妹、那須川梨々と対戦。判定で勝利を収める。

## 試合結果

### 本戦カード
第1試合 43.0㎏契約　SBセミプロマッチルール
○  日本 田川女神 vs.  日本 那須川梨々 ×
3R終了 判定3-0（30-29、30-29、30-28）
第2試合 スーパーバンタム級（48.0kg契約）　エキスパートクラス特別ルール　3分3R延長無制限R
○  日本 MISAKI vs.  日本 奥脇奈々 ×
2R 2分06秒 終了 TKO
第3試合 スーパーバンタム級（55.0kg契約）　エキスパートクラス特別ルール　3分3R延長無制限R
○  日本 三浦彩佳 vs.  日本 小田巻洋子 ×
3R終了 判定3-0（29-27、30-27、29-27）
第4試合 スーパーフェザー級（60.0kg契約）　エキスパートクラス特別ルール　3分3R延長無制限R
○  日本 未奈 vs.  日本 杉山しずか ×
3R終了 判定3-0（30-27、30-28、30-27）
第5試合 ミニマム級（48.0kg契約）　エキスパートクラス特別ルール　3分3R延長無制限R
○  日本 Union朱里 vs.  日本 ジオン・シユン ×
1R 58秒終了 KO（左ボディブロー）
第6試合 ヘビー級契約　エキスパートクラス特別ルール　3分3R延長無制限R
○  ブラジル ギャビ・ガルシア vs.  日本 藪下めぐみ ×
ノーコンテスト　1R 1分19秒
第7試合 セミファイナル　49.0㎏契約　エキスパートクラス特別ルール　3分3R延長無制限R
○  日本 MIO vs.  ポーランド ハンナ・タイソン ×
3R終了 判定3-0（三者とも30-27）
第8試合 メインイベント　50.0㎏契約　エキスパートクラス特別ルール　3分3R延長無制限R
○  日本 RENA vs.  イタリア イリアーナ・ヴァレンティーノ ×
3R終了 判定3-0（30-28、30-28、30-29）